# Bukayo Saka
Bukayo Ayoyinka T. M. Saka (født 5. september 2001) er en engelsk professionel fodboldspiller, som spiller for Premier League-klubben Arsenal og Englands landshold.

## Klubkarriere

### Arsenal
Saka begyndte sin karriere hos Watfords ungdomshold, men skiftede til Arsenals da han var 7-år gammel. Han fik sin førsteholdsdebut for Arsenal den 29. november 2018 i en Europa League-kamp imod Vorskla Poltava. Han spillede sin første Premier League-kamp den 1. januar 2019, og blev hermed den første spiller født i 2001 til at spille i en Premier League kamp. Han scorede sit første mål den 19. september 2019.
Sakas store gennembrud kom i begyndelsen af 2020, da skader til både Sead Kolašinac og Kieran Tierney gjorde at han var det klare valg på venstre backen. Saka tog sin chance, og spillede sig fast på holdet for resten af sæsonen. Efter sæsonen kom han på tredjepladsen i afstemningen om Arsenal Player of the Season.
Saka tog den gode form videre til 2020-21 sæsonen. Efter sæsonen blev han kåret som Arsenal Player of the Season. Saka begyndte at spille hovedsageligt længere fremme på banen, og har især hovedsageligt spillet som fløjspiller. Han fortsatte sin centrale rolle i 2021-22 sæsonen, og blev for anden sæson i streg kåret som årets spiller, som den første spiller til at vinde årets spiller i Arsenal to sæsoner i streg siden Thierry Henry i 2004.

## Landsholdskarriere

### Ungdomslandshold
Saka har repræsenteret England på flere ungdomsniveau.

### Seniorlandshold
Saka fik sin debut for seniorlandsholdet den 10. oktober 2020 i en venskabskamp imod Wales. Han scorede sit første mål den 2. juni 2021 i en venskabskamp imod Østrig.
Saka blev valgt til Englands trup til EM 2020. England nåede hele vejen til finalen, hvor at de mødte Italien. Saka blev indskiftet i kampen, og efter at kampen gik til straffespark, blev han valgt til at sparke det femte straffespark. Sakas straffespark blev redet af Italiens målmand Gianluigi Donnarumma, og Italien vandt dermed kampen. Efter kampen blev Saka, samt Marcus Rashford og Jadon Sancho som også havde misset deres straffespark, udsat for store mængder af racistiske beskeder på de sociale medier.

## Privat
Saka blev født i London til forældre fra Nigeria.

## Titler
Arsenal
- FA Cup: 1 (2019-20)
- FA Community Shield: 2 (2020, 2023)

Individuelle
- Arsenal Sæsonens spiller: 2 (2020-21, 2021-22)
- Englands landshold Årets spiller: 2 (2021-22, 2022-23)
- Premier League Årets hold: 1 (2022-23)